# Aalborg BK
Aalborg Boldspilklub, ili jednostavnije Aalborg BK je danski nogometni klub. Nastupa u danskom 1. Divisionu, u drugom razredu danskog nogometa. Dansku Superligu je osvajao četiri puta, te je tri puta osvajao Danski kup. Najveći uspjeh kluba u europskim natjecanjima je igranje Lige prvaka u sezonama 1995./96. i 2008./09.

## Trofeji
- Danska Superliga
  - Pobjednici: 1994./95., 1998./99., 2007./08., 2013./14.
- Danski kup
  - Pobjednici: 1966., 1970., 2014.
  - Finalisti (10): 1967., 1987., 1991., 1993., 1999., 2000., 2004., 2009., 2020., 2023.
- Danski Superkup
  - Finalisti (3): 1995., 1999., 2004.

## Vanjske poveznice
- Službena stranica